# 전라남도 동부지역본부
전라남도 동부지역본부는 전라남도 동부지역 행정의 능률적 처리와 환경 관련 사업을 추진하기 위해 전라남도 순천시에 설치된 전라남도청의 사업본부이다.
산하에 3과(총무과·환경보전과·환경관리과)를 두며, 본부장은 3급 부이사관으로 보한다.

## 역사
- 2005년 10월 21일: 전라남도 동부출장소(4급 상당) 출범
- 2014년 8월 1일: 전라남도 동부지역본부(3급 상당)로 격상

## 조직
- 동부총무과
- 환경보전과
- 환경관리과

## 관할구역
- 여수시, 순천시, 광양시, 구례군, 곡성군, 보성군, 고흥군 등의 전라남도 동부권역의 3시 4군을 관할한다.